# Красна Горка (Воткінський район)
Красна Го́рка (рос. Красная Горка) — виселок у Воткінському районі Удмуртії, Росія.
Населення становить 12 осіб (2010, 0 у 2002).
Урбаноніми:
- вулиці — Підгірна, Польова, Ставкова, Центральна